# Xã Jackson, Quận Snyder, Pennsylvania
Xã Jackson (tiếng Anh: Jackson Township) là một xã thuộc quận Snyder, tiểu bang Pennsylvania, Hoa Kỳ. Năm 2010, dân số của xã này là 1.382 người.